# Paddock Wood
Pour les articles homonymes, voir Paddock.
Paddock Wood est une ville et une paroisse civile située dans le comté du Kent. En 2011, sa population était de 8 263 habitants.

## Source de la traduction
- (en) Cet article est partiellement ou en totalité issu de l’article de Wikipédia en anglais intitulé « Paddock Wood » (voir la liste des auteurs).